# Birgitte Thott
 Der er flere personer med dette navn, se Birgitte Olufsdatter Thott.
Birgitte Thott (17. juni 1610 – 8. april 1662) var en dansk oversætter, forfatter og adelskvinde.

## Liv
Birgitte Thott var en datter af Christen Thott til Faarupgaard og Boltinggaard og Sophie Below. Hun fødtes på Faarupgaard ved Jelling. Hendes bror var Henrik Thott.
I 7 års alderen mistede hun sin fader, men moderen, der selv var kendt for lærdom og oversættervirksomhed, ledede omhyggelig børnenes opdragelse; søsteren Anne Thott var også en lærd dame.
Thott tilfredsstillede sin tidlig vakte kundskabstørst ved på egen hånd at studere nyere sprog, tysk, engelsk, fransk og spansk.
14. oktober 1632 ægtede hun Otte Gøye til Torbenfeld og Thureby (død 1642) og skal have været en god husmoder; men hendes barnløse ægteskab og derefter følgende 20 års Enkestand gav hende rig lejlighed til at følge sine tilbøjeligheder.

## Lærde arbejder

### De lærde kredse
Hun samlede et stort bibliotek, lærte latin og siden hebraisk og opdrog sine broderdøtre, navnlig Sophie og Elisabeth Thott, som til dels tog hendes interesser i arv.
I disse senere år begyndte hun sine oversættelsesarbejde og vandt det store lærdomsry, som, naturligvis støttet af hendes høje byrd, bragte hende i forbindelse med tidens berømte mænd. Hun vekslede breve med Ole Worm og Thomas Bartholin, og hendes bøger ledsagedes med æredigte af lærde i skokketal, fornemmelig professorerne ved Sorø Akademi.
I Svenskekrigen, da hendes godser blev hærget og udplyndret, flyttede hun til Sorø og døde der 8. april 1662, hædret med et latinsk program af forstanderen, Jørgen Rosenkrantz.

### Oversættelser
I tidens ånd begyndte hun med at omplante andagtsbøger fra fremmede sprog: 1652 Philp Mornays Gudelige Betænkninger over nogle Skriftens Sprog fra fransk, 1658 (eller 1654) biskop Joseph Halls Traktat om Sindets Fornøjelser eller Raad mod al Bekymring fra engelsk og flere utrykte, bevarede i Karen Brahes bibliotek, som er grundet af hendes svigerinde Anne Gøye.
Det ældste arbejde fra hendes hånd findes dog i Københavns Universitetsbibliotek, nemlig en håndskreven oversættelse fra 1636 af de samme år ved den lærde Holger Rosenkrantz under titlen Fürstenspiegel (Fyrstespejl) udgivne tyske afhandlinger og breve fra hertug Albrecht af Preussen, som blev så skæbnesvanger for udgiveren. Oversættelsen er tilegnet Birgitte Thotts "moster" Sophie Brahe, Rosenkrantz’ hustru, egentlig moster til hendes mand, som havde stået i nært forhold til Rosenkrantz’ hus.
Senere vendte hun sin opmærksomhed til den klassiske filosofi og oversatte 1658 Lucius Annaeus Senecas skrifter i en statelig foliant, der 1661 efterfulgtes af et par mindre arbejder, Epiktets håndbog i den stoiske filosofi (ved Flavius Arrianus) og Cebetis fra Thebens Tavle, en allegori om dyder og laster, alle fra latin.

### Oversættelsen af Seneca
Hendes hovedværk, oversættelsen af Seneca, er ledsaget af fortaler, som vise, at hun fuldt vel var sig betydningen af og vanskelighederne ved det arbejde bevidst, som hun havde foresat sig. Det var jo dengang allerede en mistænkt sag at give sig af med hedensk filosofi, endsige at ville udbrede kundskab om dette på modersmålet, og hun gør derfor meget rigtig opmærksom på, at man vel kan fordømme Senecas hedenske vildfarelse uden derfor at kaste vrag på den nyttige lærdom, der kan hentes af hans skrifter.
I tilegnelsen til det lovlige Fruentimmer fører hun dernæst et forsvar for kvindelærdom, som jo i øvrigt den gang ingenlunde var ualmindelig, især hos adelige damer, fra Leonora Christina Ulfeldt og nedad. Er kønnet, som man mener, skrøbeligt og svagt, så bliver det i alt fald ikke bedre ved at holdes i uvidenhed.

### Fornyelsen af dansk prosa
Endelig undskylder hun, at hun ofte har måttet omskrive i stedet for at oversætte og ikke så nøje har kunnet følge sin originals vanskelige og dybsindige filosofiske stil. Men på dette punkt har Birgitte Thott netop sin store fortjeneste. Mens Anders Arrebo, Anders Bording og andre allerede havde begyndt at uddanne en poetisk stil i den nye tids ånd, stod prosasproget endnu langt tilbage.
Ved siden af bibeloversættelse, folke- og andagtsbøger i reformationstidens stil og nogle ældre historiske skrifter stod Søren Terkelsens ikke særlig vellykkede oversættelse af
hyrderomanen Astræa som det eneste større forsøg på at omplante et renæssanceværk i prosa.
I behandlingen af egentlig videnskabelige og filosofiske emner var modersmålet aldrig øvet; her skulle det først af latinen lære at danne nye vendinger og ord for nye idéer. Det er et smukt bevis for Birgitte Thotts sproglige kundskab og sproglige evne så vel som for hendes flid og omhyggelighed, at det tidligste arbejde af denne art står så højt, som det gør, både i sprogets renhed og udtrykkets klarhed, om det end i følge sit emne næppe kom til direkte at påvirke sprogudviklingens gang i videre kredse.

## Skrifter
- En Tractat Om Weyen till et Lycksalligt Liff Som alle ønske sig, Faa skønne paa, Fære, ved det Rette midel Strebe effter (1650'erne)